# Wasnes-au-Bac
 Wasnes-au-Bac  es una población y comuna francesa, en la región de Norte-Paso de Calais, departamento de Norte, en el distrito de Valenciennes y cantón de Buchain.

## Demografía
| 462 | 500 | 476 | 446 | 483 | 512 |
| Para los censos de 1962 a 1999 la población legal corresponde a la población sin duplicidades (Fuente: INSEE [Consultar]) |     |     |     |     |     |